# Bergtjärnen (Ore socken, Dalarna)
Bergtjärnen är en sjö i Rättviks kommun i Dalarna och ingår i Dalälvens huvudavrinningsområde.